# 凸堤效應
突堤效應（英語：groin effect），垂直於海岸的防波堤或丁字壩會攔阻沿岸流，使得防波堤靠上游側出現漂砂堆積，另一側出現侵蝕的現象。
常見的例子是在海岸邊建防波堤，沙灘縮小、為了填海造陸，在沙灘外建置丁字壩，導致沿岸流帶來的漂砂小於沙灘被侵蝕掉的沙量，將使沙灘縮小，甚至造成消失。

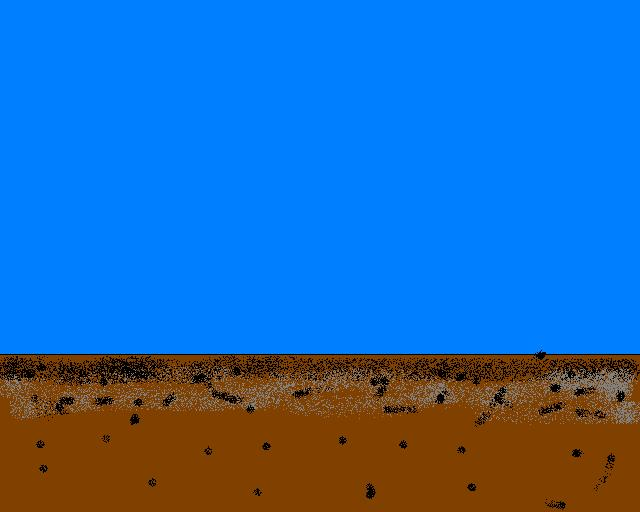
原始海岸邊。

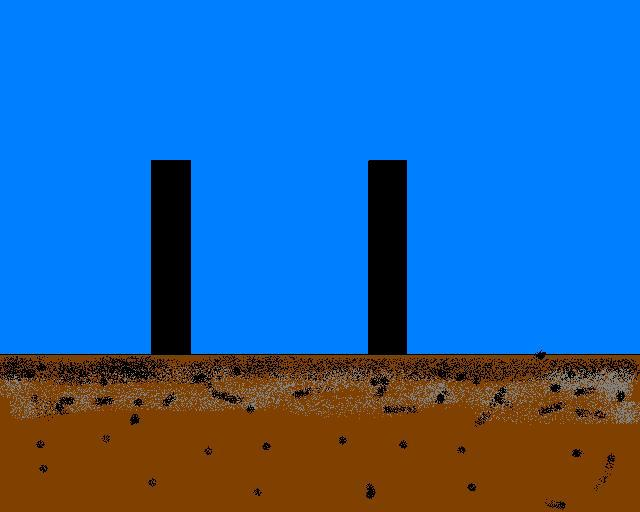
興建防波堤。

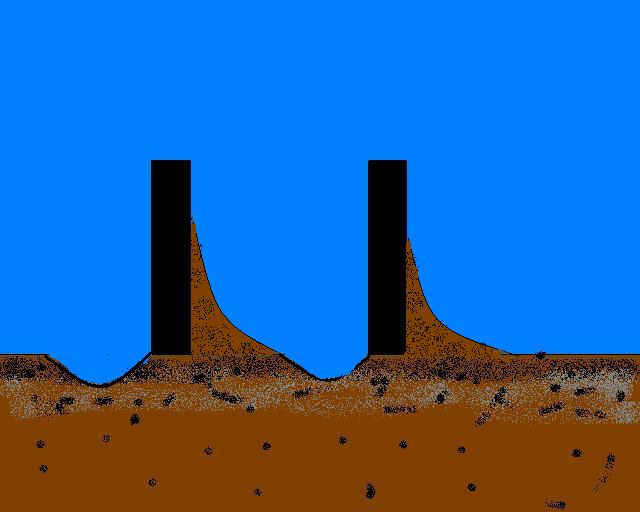
漂砂堆積、防波堤下游因土石補充不及，侵蝕以致沙灘縮小甚至消失。

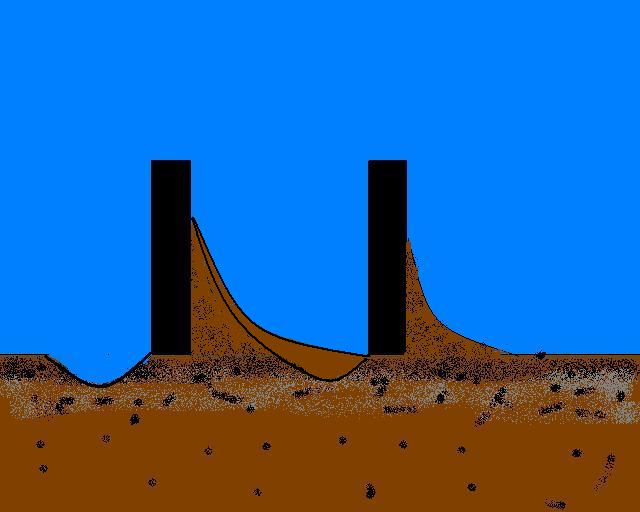
防波堤含沙量超過負荷，沙粒就會往海流前進方向帶到下游處，所以下游防波堤含沙量會明顯增加。